# Carlos Nevado
Carlos Nevado, född den 16 september 1982 i Frankfurt am Main, Tyskland, är en tysk landhockeyspelare.
Han tog OS-guld i herrarnas landhockeyturnering i samband med de olympiska landhockeytävlingarna 2008 i Peking.